# Frederick Oakeley
Frederick Oakeley (Shrewsbury, 5 settembre 1802 – 30 gennaio 1880) è stato uno scrittore e presbitero inglese prima anglicano, e poi cattolico, canonico di Westminster nel 1852 e traduttore dell' Adeste Fideles (O Come All Ye Faithful) in inglese.

## Biografia

### Giovinezza
Frederick Oakeley era il più giovane figlio di Sir Charles Oakeley, e nacque il 5 settembre 1802 a Abbey House, Shrewsbury. Nel 1810 la sua famiglia si mosse al palazzo del vescovo a Lichfield. Di salute cagionevole, gli fu impedito di uscire di casa per frequentare la scuola, ma all'età di 15 anni fu mandato a Charles Summer per delle lezioni. Negli giugno 1820 fu immatricolato al Christ Church di Oxford; conseguì una seconda classe in literæ humaniores nel 1824. Dopo essersi laureato in Bachelor Art vinse il premio dei saggi in latino e inglese del cancelliere, sia nel 1825 che nel 1827, e il premio teologico Ellerton, anche questo nel 1827. Nello stesso anno fu ordinato, e fu nominato cappellano al Balliol College. Nel 1830 divenne tutor e docente catechetico al Balliol, e prebendario di Lichfield su nomina del vescovo Henry Ryder. Nel 1831 fu scelto come predicatore, e nel 1835 fu uno dei pubblici esaminatori all'università. Il vescovo di Londra, Charles Blomfield, lo nominò predicatore a Whitehall nel 1837, quando rassegnò il suo tutorship al Ballion. In seguito riguadagnò il suo fellowship.

### Il Movimento di Oxford
Durante la sua residenza al Ballion come cappellano (dal 1827) Oakeley divenne intimo del movimento tractariano. In parte sotto l'influenza di William George Ward, era cresciuto insoddisfatto dell'evangelicalism, e nella prefazione al suo primo volume dei Whitehall Sermons (1837) si dichiarò lui stesso un membro della nuova scuola di Oxford. Durante i sei anni in cui Oakeley trascorse come ministro di Margaret Chapel (1839-1845) egli divenne, secondo la descrizione di un amico, "l'introduttore di quella forma di venerazione che è ora chiamata ritualismo". Era supportato da uomini importanti, tra gli amici di Margaret Chapel come Mr. Serjeant Bellasis, Mr. Beresford-Hope, e William Ewart Gladstone. Il 1845 fu un punto di svolta per la vita di Oakelley. Come fellow di Balliol vi aveva supportato nell'elezione alla fellowship l'amico di lunga data e pupillo Archibald Campbell Tait, futuro arcivescovo di Canterbury; ma Tait aveva firmato, insieme ad altri tre, la prima protesta contro il Tract 90. L'indignazione riguardo a questo Tract spinse Oakeley, come Ward, alla disperazione con la sua Chiesa e la sua università; e in due phamplets, pubblicati speratamente allo stesso tempo sia a Londra che a Oxford, asserì che egli sosteneva "così come distinto dall'insegnamento, tutta la dottrina cattolica". per questa dichiarazione fu citato davanti alla court of arches dal vescovo di Londra. La sua licenza gli fu ritirata, e fu sospeso da tutti gli impegni clericali nella provincia di Canterbury fino a quando non avesse "ritrattato i suoi errori" (Luglio 1845).

### Il periodo cattolico
Nel settembre del 1845 Oakley si unì alla comunità di John Henry Newman a Littlemore, e il 29 ottobre fu accolto nella Chiesa Cattolica nella piccola cappella a St. Clement's sopra il Magdalen Bridge. Il 31 ottobre fu confermato a Birmingham da Nicholas Wiseman. Dal gennaio 1846 all'agosto 1848 fu uno studente di teologia nel seminario del distretto di Londra, il St. Edmund's College, Ware. Nell'estate del 1848 si unì allo staff di St. George's, a Southwark; il 22 gennaio 1850 prese l'incarico di St. John's, a Islington; nel 1852, in seguito al ristabilimento della nuova gerarchia ecclesiastica sotto Wiseman come cardinale-arcivescovo, fu creato canonico della diocesi di Westminster, e tenne il suo ufficio per i successivi trentanni, fino alla sua morte alla fine del gennaio 1880.

## Opere
Okeley pubblicò 42 opere. Quelle prima della sua conversione, furono:
- Whitehall Chapel Sermons (1837)
- Laudes Diurnæ; the Psalter and Canticles in the Morning and Evening Services, set and pointed to the Gregorian Tones by Richard Redhead, with a preface by Oakeley on antiphonal chanting, 1843

Con un certo numero di articoli partecipò al British Critic.
Dopo la sua conversione scrisse molti libri a favore del Cattolicesimo, ovvero: 
- The Ceremonies of the Mass (1855) un lavoro standard a Roma, dove fu tradotto in Italiano da Lorenzo Santarelli, e pubblicato dall'autorità ecclesiastica;
- The Church of the Bible (1857)
- The Order and Ceremonial of the Most Holy and Adorable Sacrifice of the Mass: Explained in a Dialogue Between a Priest and a Catechumen (1859)
- Lyra Liturgica (1865)
- Historical Notes on the Tractarian Movement (1865)
- The Priest to the Mission (1871)
- Catholic Worship: A Manual of Popular Instruction on the Ceremonies and Devotions of the Church (1872)
- The Voice of Creation (1876)

Fu un costante contributore al Dublin Review e The Month. Agli Essays on Religious Subject del Cardinale Manning (1865) egli contribuì con The Position of a Catholic Minority in a non Catholic Country. L'ultimo articolo che egli scrisse fu per il Time (Marzo 1880), dal titolo Persona Recollections of Oxford from 1820 to 1845. I suoi Youthful Martyrs of Rome, una tragedia in versi in cinque atti (1856), fu adattata dal Fabiola del Cardinale Wiseman. Fu infine anche traduttore: Oakley è maggiormente conosciuto, infatti, per la sua tradizione dell' Adeste Fideles (O Come All Ye Faithful) in inglese.